# Bausch & Lomb Championships 1986
Il  Bausch & Lomb Championships 1986 è stato un torneo di tennis giocato sulla terra verde. È stata la 7ª edizione del torneo, che fa parte del Virginia Slims World Championship Series 1986. Si è giocato all'Amelia Island Plantation di Amelia Island negli USA dal 14 al 20 aprile 1986.

## Campionesse

### Singolare
Steffi Graf ha battuto in finale  Claudia Kohde Kilsch con il punteggio di 6–4, 5–7, 7–6

### Doppio
Claudia Kohde Kilsch  /  Helena Suková hanno battuto in finale  Gabriela Sabatini /  Catherine Tanvier con il punteggio di 6–2, 5–7, 7–6